# Kościół Wniebowzięcia Najświętszej Maryi Panny w Nowym Worowie
Kościół Wniebowzięcia Najświętszej Maryi Panny – zabytkowy kościół filialny parafii Narodzenia św. Jana Chrzciciela w Kluczewie w Nowym Worowie. Został wybudowany z kamienia w stylu klasycznym w XIX wieku.
Przy kościele znajduje się zniszczony kamienny pomnik, który był poświęcony mieszkańcom wsi poległym w trakcie I wojny światowej.
Kościół posiada dwa cmentarze wybudowane kolejno w drugiej połowie XIX wieku oraz w XVIII wieku, na których znajdują się:
- grupa trzech klonów (pomniki przyrody od 27 stycznia 1996)
- grupa 7 bluszczy (pomniki przyrody od 27 stycznia 1996)